# Auberge de Castille
Auberge de Castille (malteško Berga ta' Kastilja ali Kastiljska hiša), gostišče ali hotel v Valletti na Malti. Zgrajen je bil v 1570-ih kot hiša vitezov reda svetega Janeza iz Kastilije, Leona in Portugalske. Sedanja zgradba sega v 1740-ta, ko jo je v obdobju vladanja popolnoma predelal Manuel Pinto da Fonseca. Nova stavba, ki je zgrajena v baročnem slogu, je bila razglašena za  "verjetno najboljšo zgradbo na Malti". Zdaj je v njej urad predsednika vlade Malte.
Stavba je na Kastiljskem trgu (Castille Square) v bližini kavalirja svetega Jakoba,  Malteške borze in Zgornjih vrtov Barakka na najvišji točki Vallette s pogledom na Floriano in območje pristanišča (Grand Harbour).
Ime Castille ali Kastilija se pogosto uporablja kot preimenovanje za predsednika vlade in njegov urad, podobno kot Bela hiša za urad predsednika Združenih držav Amerike.

## Zgodovina

### Vladavina ivanovcev
Kastiljska hiša je bilo zgrajeno v letih 1573 in 1574 po načrtih arhitekta Girolama Cassarja. Prvotna hiša, ki je prevzela vlogo prejšnje na Portugalskem v nekdanji prestolnici Birgu, je bila zgrajena v manierističnem slogu in velja za najinovativnejšo Cassarjevo zasnovo. Imela je eno nadstropje in fasado, ki je bila s pilastri razdeljena na enajst enot. Zasnova je znana s slike iz poznega 17. stoletja in risbe iz zgodnjega 18. stoletja. 
Prvotna zgradba je bila porušena in v celoti na novo zgrajena v španskem baročnem slogu med letoma 1741 in 1744 v obdobju vladanja velikega mojstra Manuela Pinta da Fonsece. Nova je bila zgrajena po načrtu Andree Bellija, samo gradnjo pa je nadzoroval Domenico Cachia. Nekatere spremembe, tudi širitev glavnih vrat, so bile narejene leta 1791.

### Francoska zasedba in britanska vladavina
Red svetega Janeza je bil izgnan z Malte ob francoskem vdoru in zasedbi leta 1798. Stavbo je zaseglo poveljstvo francoskih sil, pozneje pa komisija za državno lastnino.  Poškodovana je bila med letoma 1798 in 1800 ob francoskem obleganju. 
Ko je Malta postala britanski protektorat, je stavba leta 1805 postala sedež britanskih oboroženih sil na Malti. V njej so živeli britanski častniki. Leta 1814 je bil tukaj nastanjen kontingent invalidov vojske iz Egipta. Protestantska kapela je bila urejena v eni od sob v prvem nadstropju leta 1840. Signalno postajo z veliko anteno, ki so jo namestili na streho, so postavili leta 1889 za komuniciranje z vojnimi ladjami sredozemske flote s privezom v pristanišču Grand Harbour. 
Tedanja princesa, zdaj kraljica  Elizabeta II., je sodelovala z dobrodelno organizacijo za vojake, mornarje, letalce in njihove družine, ki je imela sedež v Kastiljski hiši (SSAFA - the Armed Forces charity).
Med drugo svetovno vojno je bila leta 1942 zaradi letalskega bombardiranja poškodovana desna stran stavbe. Kasneje je bila popravljena, antena pa odstranjena. V njej je bil glavni sedež vojske za Malto in Libijo ter po letu 1954 tudi za Ciper.

### Osamosvojitev Malte
4. marca 1972 se je urad predsednika preselil iz Aragonske v Kastiljsko hišo. Predsednik vlade uraduje prav v tej stavbi, imenovani Kastilja (ali Castille v malteščini). 
V preteklih letih je nekaj kamna začelo razpadati in fasada je potemnela. Obnovljena je bila med letoma 2009 in 2014. 
Zgradba je bila uvrščena na seznam starin leta 1925 skupaj z drugimi tovrstnimi stavbami v Valletti.  Zdaj je predvidena za spomenik 1. razreda in je tudi na seznamu kulturne dediščine malteških otokov.

## Arhitektura
Stavba je zgrajena v baročnem slogu, je dvonadstropna s pravokotnim tlorisom in osrednjim dvoriščem. Njena fasada je razdeljena na enajst delov, v sredini so  pilastri, ob straneh s preprosteje nakazanimi. Baročna okna so v vgradnih ploščah. Stavba ima venec, vogali so rustikalni.
Glavnemu vhodu se približamo po stopnišču, na vratih so stebri, ki podpirajo trofejno orožje in bronasto poprsje velikega mojstra Manuela Pinta da Fonsece.  Oblikovano okno je nad poprsjem, kjer je Pintov grb. Na osrednjem delu nad oknom so grbi Kastilije, Leona in Portugalske. Tik pred vhodom sta za dva zgodovinska topova.
To je "verjetno najimenitnejša zgradba na Malti".  Zunanjost in notranjost, zlasti okrašena fasada in stopnišče, ki vodijo do vrat, sta bili zasnovani tako, da naredita vtis. 
Hiša je povezana z Italijansko čez Trgovsko ulico (Merchants Street) skozi podzemni hodnik, narejen za zaščito pred napadom v drugi svetovni vojni. 

## Spominski kovanec
Centralna banka Malte je v letu 2008 skovala dva spominska kovanca s podobo te zgradbe. Kovanca kažeta na hrbtni strani njen portik in grb Malte na sprednji strani. 